# (10253) Westerwald
(10253) Westerwald – planetoida z grupy pasa głównego asteroid okrążająca Słońce w ciągu 3 lat i 176 dni w średniej odległości 2,3 j.a. Została odkryta 29 września 1973 roku przez Cornelisa i Ingrid van Houtenów na płytach Palomar Schmidt wykonanych przez Toma Gehrelsa. Przed nadaniem nazwy planetoida nosiła oznaczenie tymczasowe (10253) 2116 T-2.